# Glenea licenti
Glenea licenti é uma espécie de escaravelho da família Cerambycidae. Foi descrita por Maurice Pic em 1939.